# Paying the Board Bill
Paying the Board Bill è un cortometraggio muto del 1912 prodotto dalla Kalem e diretto da Pat Hartigan.

## Produzione
Il film, prodotto dalla Kalem Company, fu girato a Santa Monica.

## Distribuzione
Distribuito dalla General Film Company, il film - un cortometraggio di 165 metri - uscì nelle sale cinematografiche USA il 16 ottobre 1912. La Moving Pictures Sales Agency lo distribuì nel Regno Unito il 22 dicembre di quello stesso anno.
Nelle proiezioni, veniva programmato con il sistema dello split reel, accorpato in un'unica bobina con un altro cortometraggio prodotto dalla Kalem, il documentario Central Park, New York.